# Герань холмовая
Гера́нь холмова́я (лат. Geránium collínum) — вид травянистых растений, относящийся к роду Герань семейства Гераниевые (Geraniaceae).
Многолетнее луговое растение с распростёртыми ветвистыми стеблями и собранными по два бледно-розовато-фиолетовыми цветками до 3,5 см в диаметре. Встречается от Восточной Европы до Северного Китая.

## Ботаническое описание

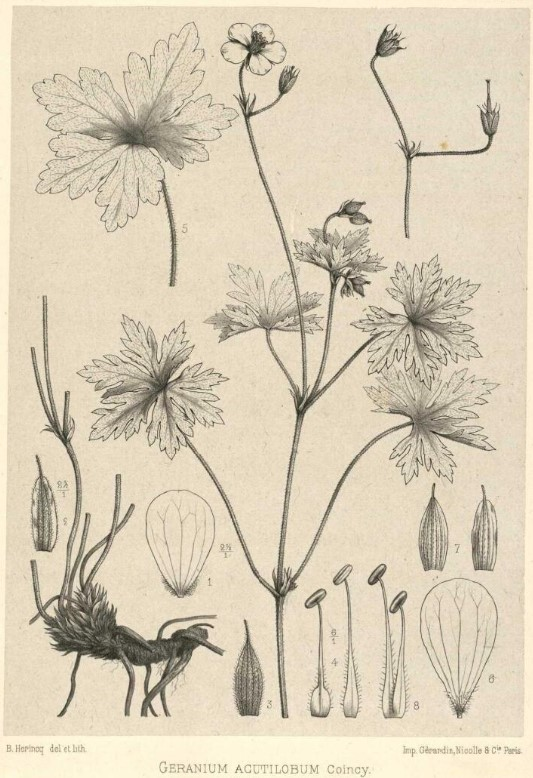
Иллюстрация из книги Огюста де Куанси Ecloga plantarum Hispanicarum

Многолетнее травянистое растение с немногочисленными восходящими стеблями до 40 см высотой, раскидисто разветвлёнными, в верхней части покрытые опушением, среди которого преобладают прижатые волоски, иногда многочисленны также железистые волоски.
Листья черешчатые, в очертании округлые, 3—9 см в поперечнике, глубоко надрезанные на 3—5 долей (нижние — на 5—7 долей), каждая из которых ромбическая в очертании, в верхней части с 3—5 острыми яйцевидно-ланцетными зубцами.
Цветки до 3,5 см в диаметре, на отгибающихся к плодоношению опушённых цветоножках 2—4 см длиной, собраны в пазушных соцветиях по два. Чашечка с 5 чашелистиками, покрытыми опушением, каждый из них с 3—5 жилками, заканчивается короткой остью. Лепестки в числе 5, 12—17 мм длиной, обратнояйцевидные, на верхушке закруглённые, с волосистым ноготком, бледно-розовато-фиолетовые. Тычинки розоватые, в нижней половине реснитчатые, расширенные, с розоватыми или желтоватыми пыльниками.
Плод — стеригма с клювовидным носиком до 3 см длиной, состоит из 5 опушённых односемянных мерикарпиев. Семена яйцевидные, 2,2—2,6 мм длиной.

## Распространение
Встречается от южной части Восточной Европы до Западной Сибири, Средней Азии и Северо-Западного Китая. Растёт в степной и полупустынной зонах на заливных лугах, в горных районах — в нижнем горном поясе, однако заходит даже в зону субальпийских лугов.

## Химический состав
С высотой произрастания над уровнем моря повышается количество азотистых веществ, растворимых сахаров, золы и уменьшается количество запасных углеводов и клетчатки. В фазе цветения на высоте 2000 м растение содержало 251 мг% аскорбиновой кислоты, а на высоте 3100 м — 457,7 мг%.
| От абсолютного сухого вещества в % | От абсолютного сухого вещества в % | От абсолютного сухого вещества в % | От абсолютного сухого вещества в % | От абсолютного сухого вещества в % |
| золы                               | протеина                           | жира                               | клетчатки                          | БЭВ                                |
| ---------------------------------- | ---------------------------------- | ---------------------------------- | ---------------------------------- | ---------------------------------- |
| 6,8—7,6                            | 12,0—12,6                          | 2,7—4,1                            | 21,0—25,1                          | 50,6—57,5                          |

## Значение и применение
Листья и цветки хорошо поедаются козами и овцами. Крупный рогатый скот поедает хуже — скусывает только молодые части растения. Хорошо поедается лошадьми.
Надземная часть растения содержит до 13 % дубильных веществ, может использоваться для получения дубильных концентратов. Побеги использовались для окрашивания тканей.
Медоносное растение. Цветёт с июля до поздней осени. Продуктивность мёда условно чистыми насаждениями в условиях Восточно-Казахстанской области 50 кг/га.

## Таксономия
Geranium collinum Stephan ex Willd., Sp. Pl., ed. 4. 3 (1): 705 (1800).

### Синонимы
- Geranium aconitifolium var. album B.Ghosh & U.C.Bhattach., 1988
- Geranium acutilobum Coincy, 1898
- Geranium collinum var. londesii (Fisch. ex Link) Tzvelev, 1996
- Geranium collinum var. wakhanicum Paulsen, 1906
- Geranium exul Rech.f. & Riedl, 1962
- Geranium humifusum R.Knuth, 1904
- Geranium londesii Fisch. ex H.F.Link, 1822
- Geranium longipedatum St.-Lag., 1880, nom. superfl.
- Geranium longipes DC., 1822
- Geranium longipes var. adenotrichum Schrenk, 1841
- Geranium minutum Ikonn., 1979
- Geranium pseudoaconitifolium Blatt., 1933
- Geranium pseudoaconitifolium var. album (B.Ghosh & U.C.Bhattach.) Aswal & Mehrotra, 1990
- Geranium wakhanicum (Paulsen) Ikonn., 1971